# Gotska Sandön
Gotska Sandön ( PRONÚNCIA) é uma ilha do Mar Báltico, a 40 km ao norte da ilha de Fårö.
Com uma área de 36 km ², tem um comprimento de 8 km e uma largura máxima de 5 km.
Pertence ao município da Gotland, pertencente ao condado da Gotland.

A ilha está dominada por dunas de areia e pequenas florestas de pinheiros. A sua linha costeira é constituída por intermináveis praias de areia ou de pequenas pedras arredondadas, banhadas por aguas límpidas azuis-esverdeadas.